# Libiélé
Libiélé est une localité du département de Guéguéré, dans la province d’Ioba (région du Sud-Ouest) au Burkina Faso. En 2006, cette localité comptait 442 habitants dont 46,4 % de femmes.